# آباک، کاپوزلو
آباک، کاپوزلو (به لاتین: Abak, Karpuzlu) یک  Köy  در ترکیه با جمعیت ۵۲۸ نفر است که در استان آیدین واقع شده‌است.